# Sergio Egea
Sergio Horacio Egea Rueda (ur. 21 września 1957 w Necochei) – argentyński piłkarz z obywatelstwem hiszpańskim występujący na pozycji obrońcy, trener piłkarski.
Egea, występujący na pozycji środkowego lub bocznego obrońcy, pochodzi z argentyńskiego miasta Necochea i swoją karierę piłkarską rozpoczynał w tamtejszej akademii juniorskiej Escuela de Fútbol Cruz. Stamtąd przeszedł do Estudiantes La Plata, gdzie również występował wyłącznie w drużynie młodzieżowej i nie rozegrał ani jednego meczu w tamtejszej Primera División. Kolejnym klubem, którego barwy reprezentował, był Lusitano FC z południowoafrykańskiego Johannesburga. Stamtąd trafił do Hiszpanii, gdzie grając w klubach z niższych lig spędził resztę kariery. Początkowo był zawodnikiem Hércules CF, później przez dwa lata występował w drugoligowym Elche CF. Grał również w Recreativo Huelva i Balvastro, natomiast karierę piłkarską zakończył w wieku 33 lat w rozgrywkach ligi regionalnej jako gracz Novelda CF.
Po zakończeniu kariery Egea ukończył kurs trenerski i jako na początku pracy w roli szkoleniowca współpracował głównie z młodzieżą, z sukcesami prowadząc kluby Villena i Pinoso. W 1995 roku został ściągnięty przez swojego rodaka Jorge Valdano do Realu Madryt, gdzie objął drugoligowy zespół rezerw – Real Madryt Castilla. Współpracując tam z takimi piłkarzami jak Guti czy Esteban Cambiasso, w sezonie 1995/1996 zajął z nim wysokie, czwartą lokatę w Segunda División, jednak stracił pracę w trakcie kolejnych rozgrywek, 1996/1997, w których Castilla zajęła miejsce w strefie spadkowej i została relegowana do trzeciej ligi. W sezonie 1997/1998 prowadził CD Toledo, również z drugiej ligi hiszpańskiej, gdzie mimo kłopotów finansowych w klubie zdołał utrzymać go na zapleczu najwyższej klasy rozgrywkowej. W 1998 roku podpisał kontrakt z innym klubem z Segunda División, Hércules CF, którego barwy reprezentował już jako piłkarz. Został jednak zwolniony z powodu słabych wyników po ośmiu kolejkach, a drużyna na koniec sezonu 1998/1999 spadła do trzeciej ligi. W rozgrywkach 1999/2000 bez większych sukcesów prowadził czwartoligowe rezerwy Realu Valladolid.
W 2001 roku Egea został członkiem sztabu szkoleniowego meksykańskiego trenera Hugo Sáncheza, z którym współpracował w roli asystenta przez kolejne osiem lat. Początkowo towarzyszył mu w stołecznym Pumas UNAM, z którym zdobył dwa mistrzostwa Meksyku w sezonach Clausura 2004 i Apertura 2004, a także superpuchar kraju – Campeón de Campeones – w tym samym roku. Później pomagał Sánchezowi również w Club Necaxa, a także reprezentacji Meksyku, z którą w 2007 roku dotarł do finału Złotego Pucharu CONCACAF oraz zajął trzecie miejsce w Copa América. Ostatnim ich wspólnym przystankiem trenerskim był hiszpański pierwszoligowiec UD Almería.
W maju 2012 Egea został trenerem klubu Altamira FC z drugiej ligi meksykańskiej. Został zwolniony w marcu 2013 po serii słabych wyników; w 34 meczach odniósł osiem zwycięstw, dziewięć remisów i siedemnaście porażek. Trzy miesiące później rozpoczął pracę w roli asystenta Joaquína del Olmo w drużynie Correcaminos UAT z miasta Ciudad Victoria, również występującej na zapleczu pierwszej ligi w Meksyku. W lutym 2014 powrócił do Hiszpanii, gdzie został szkoleniowcem czwartoligowego zespołu CD Eldense z siedzibą w mieście Elda, z którym na koniec rozgrywek 2013/2014 zajął pierwsze miejsce w tabeli i dzięki temu po siedmiu latach przerwy awansował do Segunda División B.
W lipcu 2014 Egea podpisał umowę z trzecioligowym Realem Oviedo, będącym współwłasnością grupy inwestorów z Meksyku na czele z najbogatszym człowiekiem świata Carlosem Slimem. Dyrektorem sportowej tej ekipy był jego dawny przełożony z Correcaminos UAT – Joaquín del Olmo.